# Подлясек (Свентокшиське воєводство)
Подлясек (пол. Podlasek) — село в Польщі, у гміні Стопниця Буського повіту Свентокшиського воєводства.
Населення — 119 осіб (2011).
У 1975-1998 роках село належало до Келецького воєводства.

## Демографія
Демографічна структура на день 31 березня 2011 року:
|          | Загалом | Допрацездатний вік | Працездатний вік | Постпрацездатний вік |
| -------- | ------- | ------------------ | ---------------- | -------------------- |
| Чоловіки | 57      | 5                  | 48               | 4                    |
| Жінки    | 62      | 8                  | 42               | 12                   |
| Разом    | 119     | 13                 | 90               | 16                   |